# Pensionnat autochtone d'Amos (Saint-Marc-de-Figuery)
Le pensionnat autochtone d'Amos (Saint-Marc-de-Figuery) est un établissement, aujourd'hui démoli, faisant partie du système de pensionnats pour Autochtones au Canada. Il est ouvert en 1955 sous l'administration catholique au sud d'Amos, au Québec, précisément à Saint-Marc-de-Figuery. Il était aussi connu sous le nom d'Abitibi, résidence Saint-Marc, et sous le nom d'école ou résidence Saint-Marc-de-Figuery. Il pouvait accueillir à l’origine jusqu’à 200 enfants principalement des Algonquins de l'Abitibi, des Atikamekw et des Ojibwés. L'école et le pensionnat ferment leurs portes en 1973 et le bâtiment est subséquemment démoli. Une partie du site a été acquise par la communauté algonquine de Pikogan. Une section du site est devenue un lieu de commémoration et de recueillement pour les survivants et leurs descendants. Une partie du bâtiment a été déménagée à Amos.

## Histoire

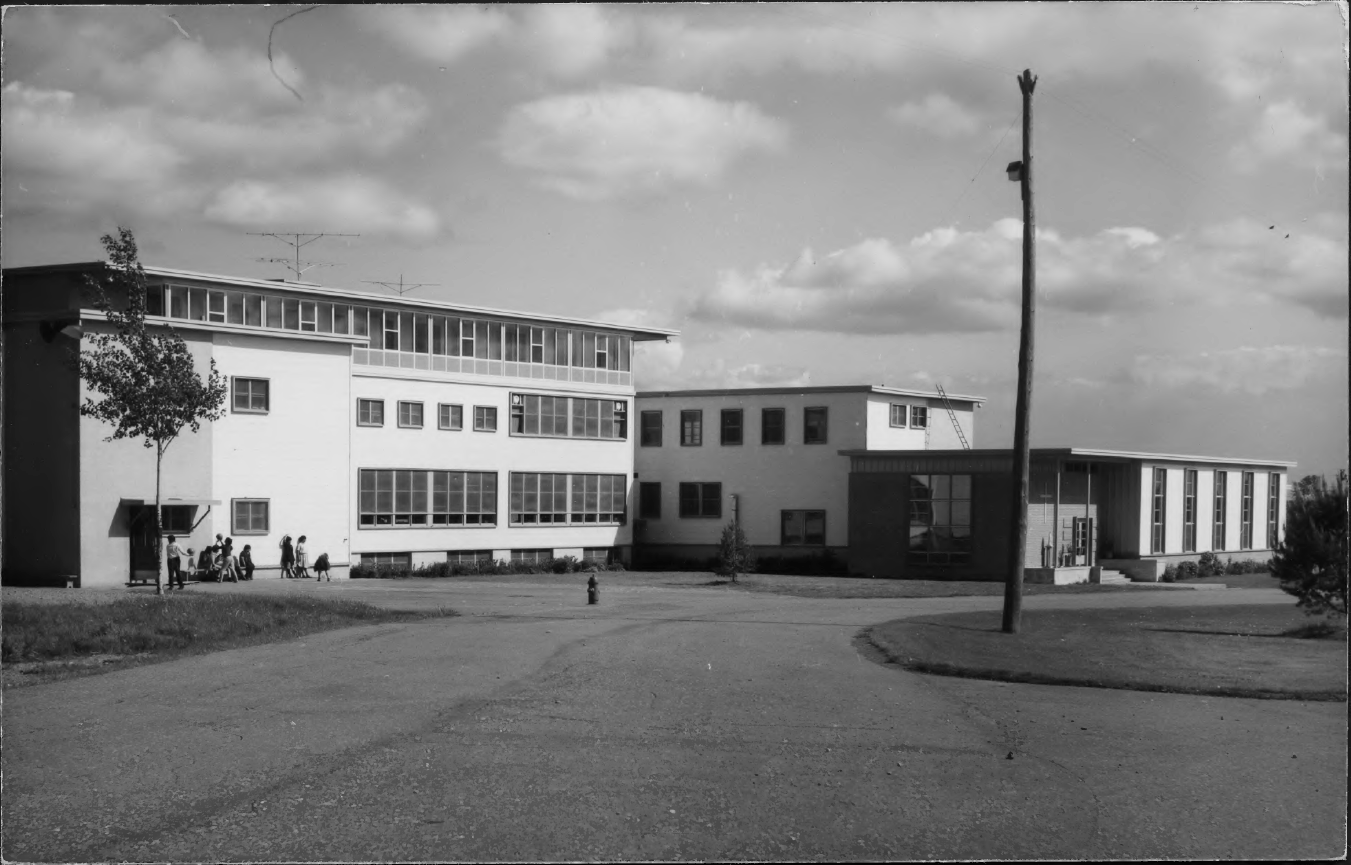
Pensionnat autochtone d'Amos.

Les premières démarches en vue de l’ouverture du pensionnat d’Amos sont entamées vers la fin des années 1940, comme ce fut le cas pour celui de Sept-Îles. Les premières démarches officielles sont enclenchées par Joseph-Louis-Aldée Desmarais (premier évêque d'Amos depuis le 20 septembre 1939,), mais sous l’entier contrôle des pères Oblats de Marie-Immaculée. Au milieu des années 1940, les Oblats prennent résolument l’offensive pour combler ce qu’ils appellent le « retard du Québec » en matière d’éducation des enfants autochtones comparativement au Canada anglais.
Le gouvernement fédéral achète en 1951, la ferme Blais de Saint-Marc-de-Figuery, sur les bords de la rivière Harricana, dans l'intention d'y installer une ferme-école pour jeunes Autochtones. Construit en 1953 et inauguré en 1954, le pensionnat est pris en charge par les pères Oblats et ouvre le 1er octobre 1955. Les classes des filles sont prises en charge par les Sœurs de Saint-François d'Assise alors que celles des garçons reçoivent l'enseignement par les Oblats.
D’architecture moderne, le bâtiment était constitué de quatre dortoirs pour garçons et quatre pour filles, six classes, deux salles de récréation, une cuisine, un réfectoire et une chapelle complètent le tout. L’hiver, une grande patinoire servait au hockey, au ballon-balai et au patinage libre; une glissade avec traînes sauvages complétait le tout. Une plage sur le lac Lamotte, tout près, servait à des pique-niques agrémentés de baignades en été.
Construit pour recevoir 200 élèves, en 1961 le pensionnat est décrit comme étant extrêmement surpeuplé. Plusieurs articles de journaux affirment qu'entre 400 et 800 Autochtones s’y trouvaient chaque année,.
Le pensionnat accueillait, dès l'âge de cinq ans, de jeunes enfants arrachés à leurs familles dans les communautés d'Obedjiwan, de Lac-Simon, du Grand-Lac-Victoria, d'Amos et de Low Bush. Mais aussi d'Abitibi Dominion, Abitibi Ontario, Lac Barrière (Lac-Rapide ou Rapid Lake), Longue-Pointe, Maniwaki, Manawan, Mashteuiatsh (Pointe-Bleue Montagnais), Kitigan Zibi (River Desert), Waskaganish (Rupert House), Témiscamingue/Timiskaming, Waswanipi, Wemotaci (Sanmaur) et Wolf Lake.
En 1969, le gouvernement fédéral a pris en charge l'administration de la résidence et a transféré les salles de classe à la commission scolaire locale. Elle a été transformée en école mixte en 1969. Les trois dernières années de son existence, il y avait une maternelle où se côtoyaient Autochtones et non-Autochtones.
Jusqu’en 1968, le nombre d'élèves est à peu près stable, de même que le personnel. Par la suite, le nombre des élèves diminue régulièrement. En 1972, on entrevoit la fermeture au plus tard pour 1974. Les Oblats passèrent l’administration à des laïques à l’été 1972. Trois frères ont continué leur travail jusqu’à la fermeture.

L'école et le pensionnat ferment leurs portes le 30 juin 1973.

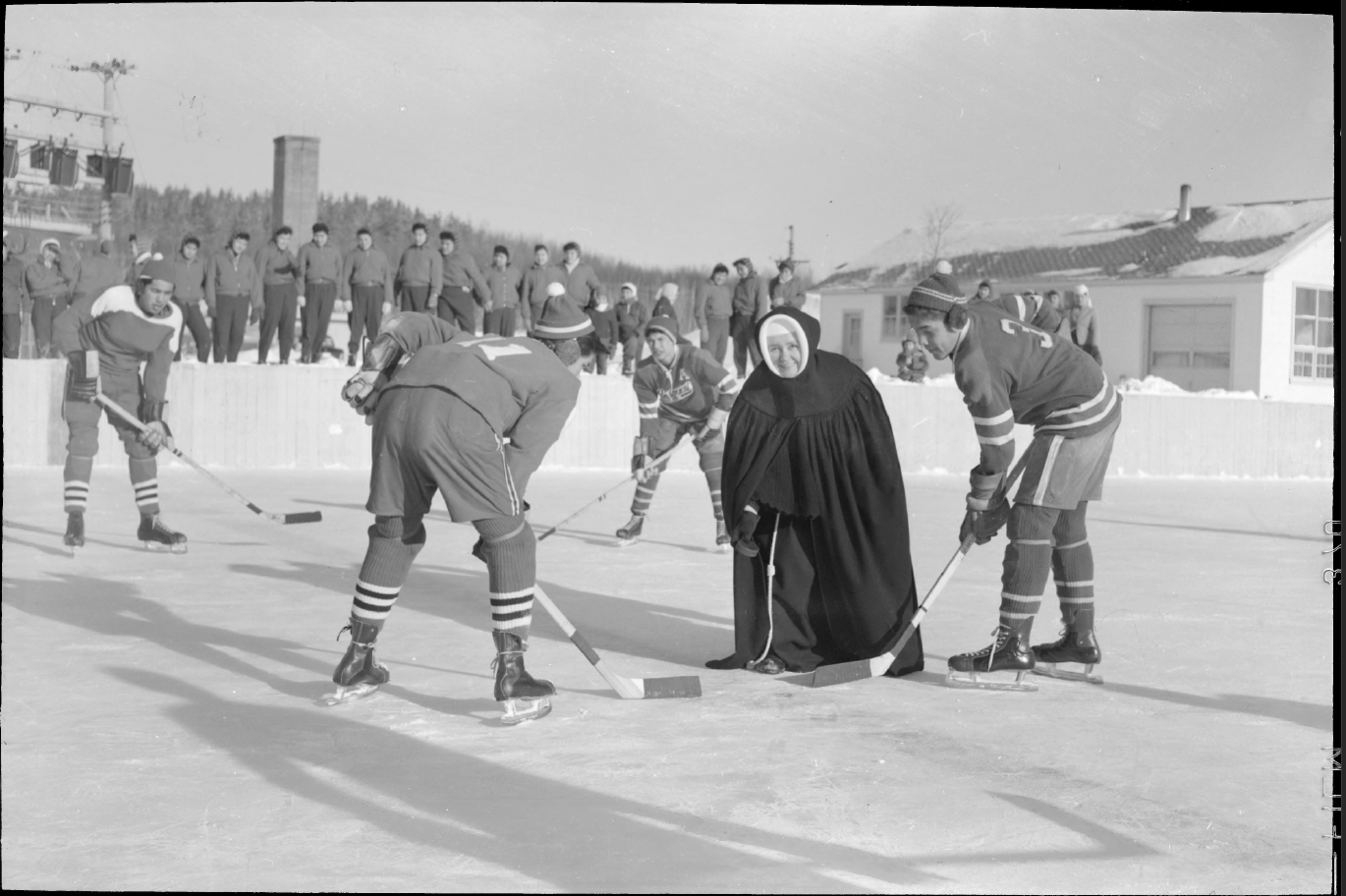
Patinoire du pensionnat autochtone d'Amos.
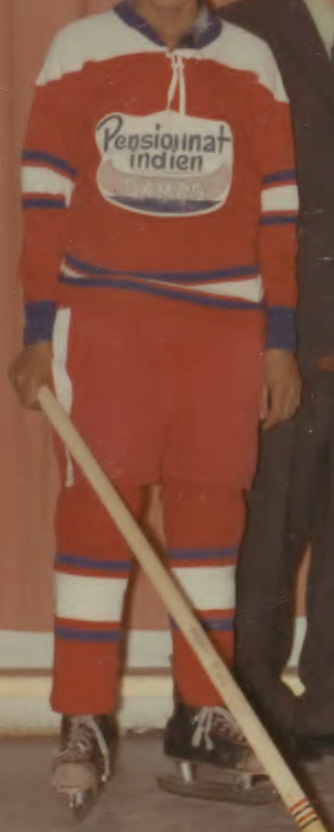
Chandail de l'équipe de hockey du pensionnat autochtone d'Amos.
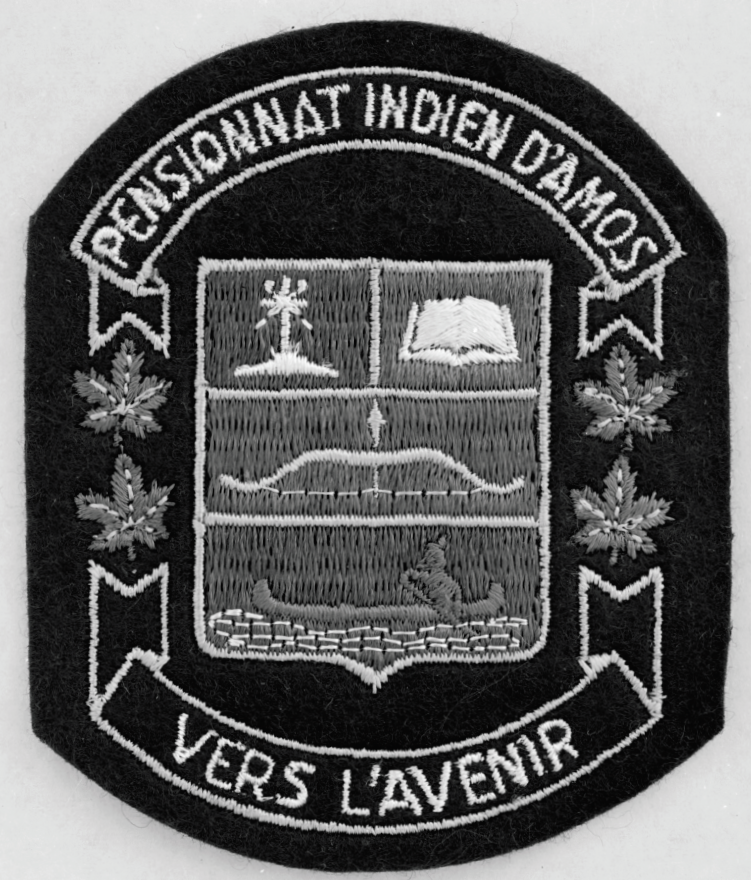
Écusson du pensionnat.

## Mauvais traitements et agressions sexuelles
Plusieurs témoignages font état de mauvais traitements et d'agressions sexuelles,,.
Ainsi, Richard Kistabish est enlevé à l'âge de 6 ans pour être placé au pensionnat en 1955. Cet ancien chef de sa communauté de Pikogan indique : « J’entends encore les fantômes de mes camarades, Hubert, Michel, Dominique, André. Ceux qui pleuraient dans leur lit le soir après avoir été emmenés dans la chambre d’un prêtre. Ceux qui ont tenté de s’échapper ou même de se suicider ». Sur place, il retrouve l'emplacement de l'ancienne chapelle, elle aussi détruite, quatre enfants ont été violés dans le confessionnal.
Une pierre commémorative a été installée en 2013 sur l'emplacement de l'ancien pensionnat. Le dévoilement du monument était la conclusion d'un rassemblement de quatre jours qui a réuni des centaines d'Autochtones venus à Pikogan pour commémorer les anciens résidents du pensionnat. Le but du rassemblement était d'aider les anciens résidents du pensionnat et leurs proches à faire la paix avec le passé.

## Morts
En 2022, des témoignages et des documents historiques sur la mort d'enfants autochtones dans le pensionnat d'Amos, entre 1955 et 1968, contredisent les registres de l'école qui ne présentent aucun décès. Il apparait que trois jeunes autochtones seraient morts dans l'établissement. Dans l'ensemble des pensionnats autochtones, il y avait officiellement six décès sur la période, la nouvelle enquête fait passer le nombre à quatorze.

## Pavillon Notre-Dame-de-la-Route
Entre 1975 et 1991, après la fermeture du pensionnat autochtone de Saint-Marc-de-Figuery, les enfants Anicinapek de la communauté de Kitcisakik, ont été logés dans une autre institution religieuse en périphérie de Val-d’Or dans la résidence du Pavillon Notre-Dame-de-la-Route à Louvicourt. Le Pavillon Notre-Dame n’a pas été reconnu comme pensionnat. Les enfants qui ont été victimes d’abus n’ont donc pas été indemnisés pour les actes qu’ils ont subis,,.

## Filmographie
Le pensionnat indien d'Amos à St-Marc-de-Figuery. Archives nationales du Québec (31 min)